# Ficarra
Ficarra ist eine kleine Gemeinde in der Metropolitanstadt Messina in der Region Sizilien in Italien mit 1283 Einwohnern (Stand 31. Dezember 2023).

## Lage und Daten

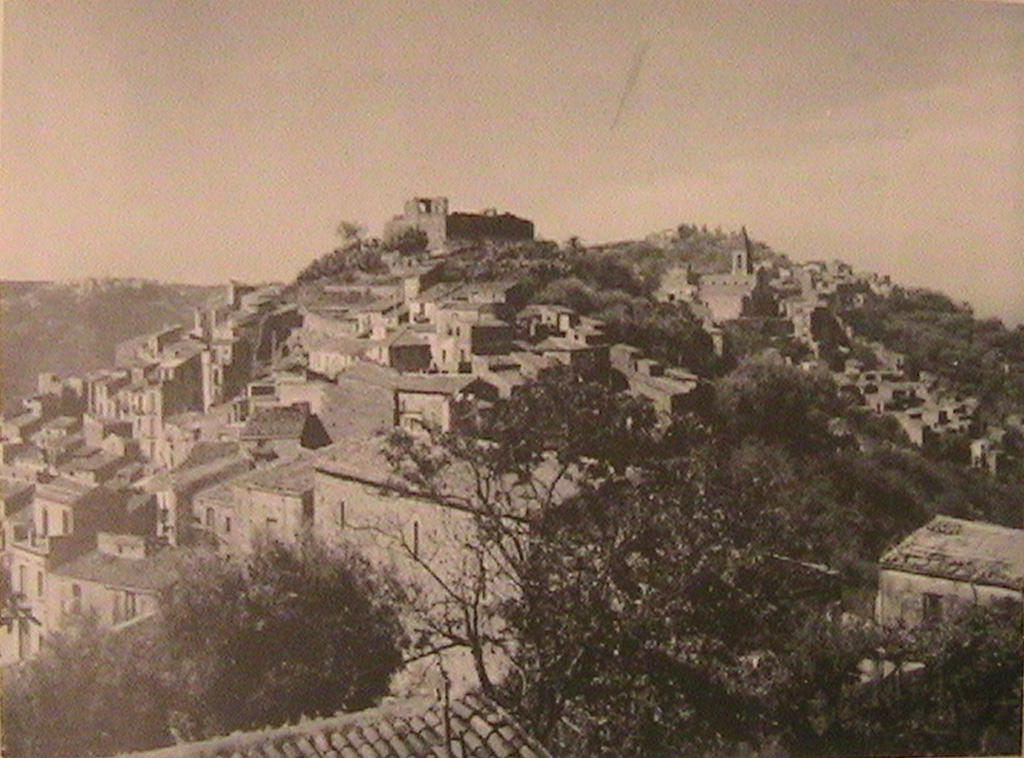
Ficarra im Jahr 1950

Ficarra liegt 105 km westlich von Messina. Die Einwohner arbeiten hauptsächlich in der Landwirtschaft. 
Die Nachbargemeinden sind: Brolo, Naso, Sant’Angelo di Brolo und Sinagra.

## Geschichte
Der Ort wurde im Mittelalter gegründet. Erstmals urkundlich erwähnt wurde Ficarra 1198. Die Lehnsherren Lancia erhielten im Jahre 1656 den Titel Markgraf.

## Sehenswürdigkeiten
- Ruine des Schlosses aus dem Mittelalter
- Pfarrkirche, das Entstehungsjahr ist unbekannt, umgebaut wurde die Kirche im 18. Jahrhundert. Beachtenswert ist eine Statue der Madonna.

## Gemeindepartnerschaften
- Vigevano, Italien